# Laa an der Thaya
Laa an der Thaya este o stațiune balneoclimaterică și balneoclimatică aflată în comuna Mistelbach, Austria inferioară, în apropiere de granița cu Cehia. Are o populație de 7.000 locuitori.
Băile termale sunt cinci la număr, cu temperaturi de la 22 °C la 36 °C, și conțin, ca principal ingredient, sulfat de calciu.

## Galerie imagini

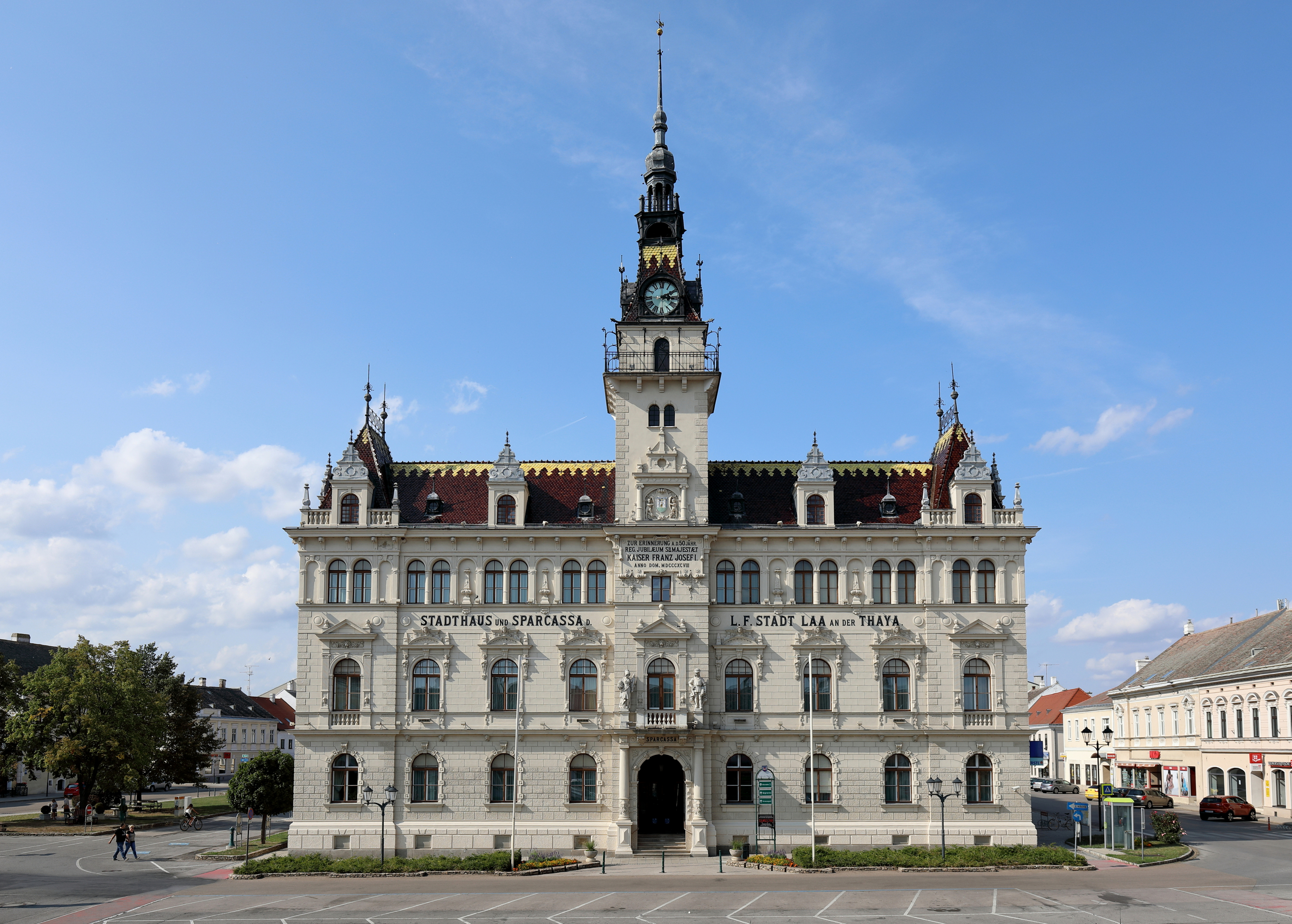
Primăria (Rathaus)
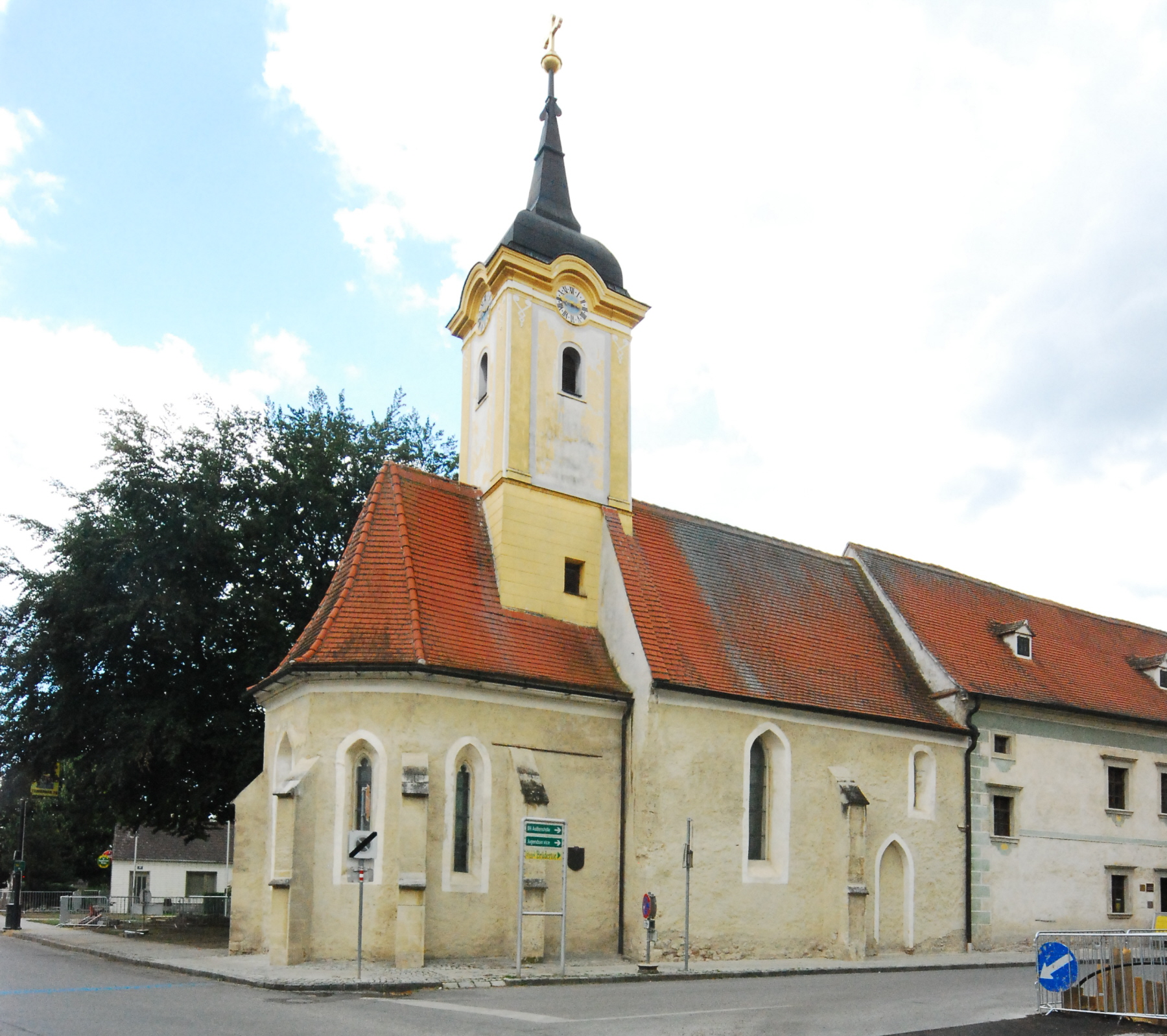
Capela şi spitalul saţiunii
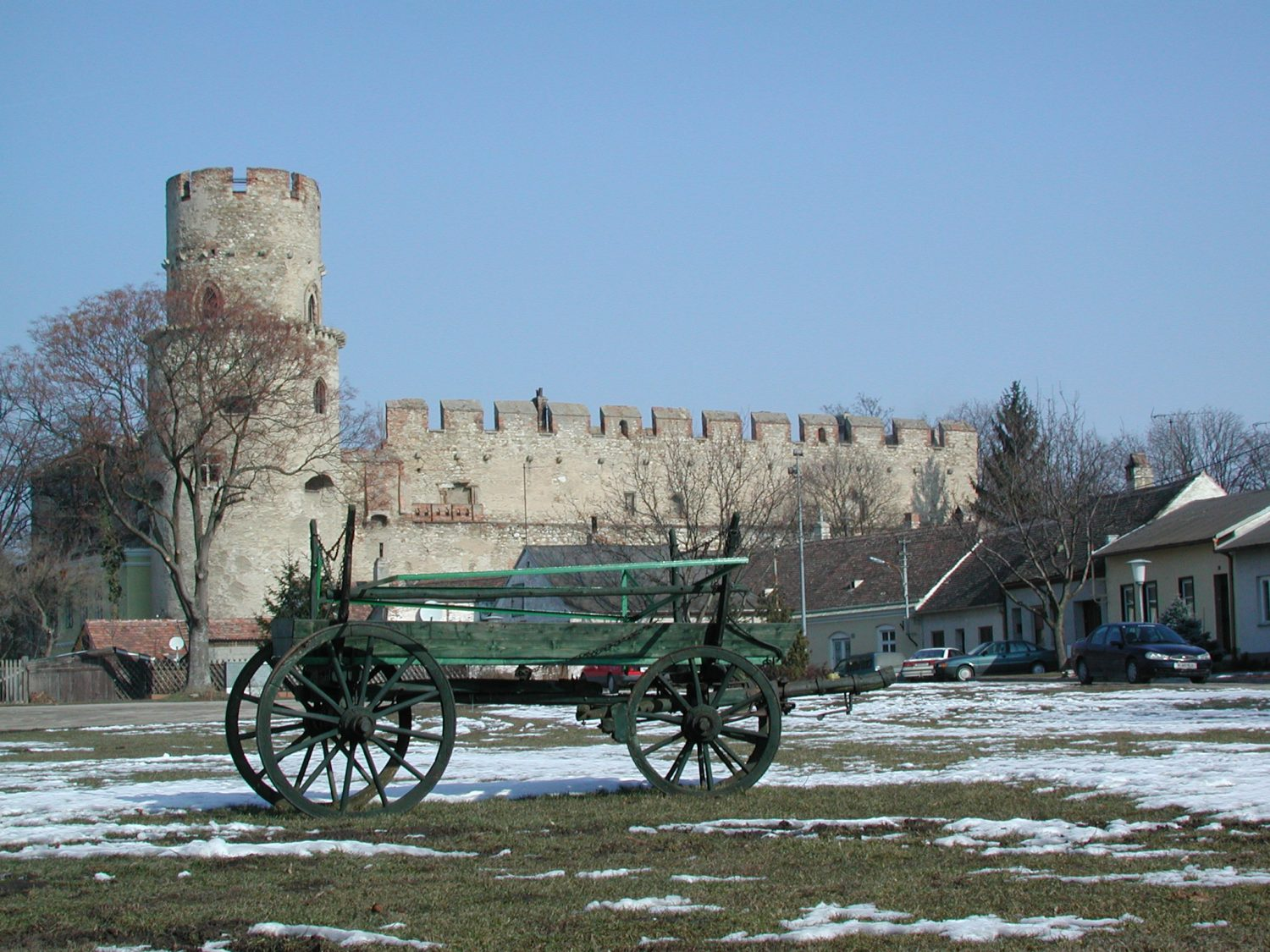
Caselul din Laa an der Thaya

1. ↑  Dauersiedlungsraum der Gemeinden Politischen Bezirke und Bundesländer - Gebietsstand 1.1.2018 (în germană), Statistica Austriei, accesat în 10 martie 2019